# Whalleyanidae
Whalleyanidae  (лат.) — семейство молевидных чешуекрылых.

## Описание
Эндемичное для Мадагаскара семейство, включающее в себя 2 вида насекомых, в составе единственного рода Whalleyana (названного в честь британского энтомолога Paul E. S. Whalley). Ранее данный род входил в состав семейства Thyrididae, однако в 1991 году был выделен в отдельное семейство.

## Виды
- Whalleyana vroni Viette, 1977
- Whalleyana toni Viette, 1977